# Leucochloridium phragmitophila
Espèce
Leucochloridium phragmitophila est une espèce de trématodes de la famille des Leucochloridiidae.

## Systématique
L'espèce Leucochloridium phragmitophila a été décrite en 1951 par Irina Bykhovskaya-Pavlovskaya (d) et M. N. Dubinina (d).